# Friedrich Ebert jr.
Friedrich Ebert (Bremen, 12 september 1894 – Oost-Berlijn, 4 december 1979) was een Oost-Duits politicus. Van 1948 tot 1967 was hij burgemeester van Oost-Berlijn.

## Levensloop

### Gedurende de wereldoorlogen
Friedrich Ebert was een zoon van de SPD-voorzitter Friedrich Ebert, die van 1919 tot 1925 de eerste president van Duitsland was. Van 1909 tot 1913 leerde hij voor boekdrukker. In 1910 werd hij lid van de Sozialistische Arbeiterjugend (SAJ) en in 1913 van de Sozialdemokratische Arbeiterpartei (SPD). Tijdens de Eerste Wereldoorlog was hij militair in het Duitse leger. Hij verloor zijn beide broers Heinrich en Georg tijdens deze oorlog.
Na de Eerste Wereldoorlog was hij werkzaam voor diverse sociaaldemocratische kranten. Van 1928 tot 1933 was Ebert voor de SPD lid van de Rijksdag. In 1933, na de machtsovername door de NSDAP van Adolf Hitler die al snel alle andere politieke partijen verbood, werd hij tot acht maanden strafkamp veroordeeld en belandde in diverse concentratiekampen, waaronder Oranienburg en Börgermoor. In 1939 werd hij militair bij de Wehrmacht en van 1940 tot 1945 was hij werkzaam bij de Rijksuitgeverij. In 1945 werd hij onder politietoezicht geplaatst.

### Na 1945
Van 1945 tot 1946 was Ebert voorzitter van de SPD in Brandenburg en vanaf 1946 voorzitter van de SED (de Sozialistische Einheitspartei Deutschlands) in deze deelstaat, waarin de SPD was opgegaan. In 1946 werd Ebert lid van het Centraal Comité van de SED en in 1949 van haar Politbureau.
Ebert was tevens voorzitter van de Landdag van Brandenburg (1946–1949) en werd in november 1948 door de toenmalige Sovjet-bezettingsmacht aangewezen om Oberbürgermeister te worden van Oost-Berlijn. In deze functie, die hij tot 1967 zou vervullen, hield hij zich voornamelijk bezig met de wederopbouw van de in de oorlog verwoeste stad. Vanaf 1955 zetelde hij samen met de gemeenteraad in het Rotes Rathaus.
Tijdens zijn periode als burgemeester werd Ebert in 1949 lid van de Volkskammer (het Oost-Duitse parlement) en was hij van 1950 tot 1958 president van de Duits-Sovjet-Russische Vriendschapsvereniging. In 1960 werd hij lid van de Staatsraad. Daar was hij vanaf 1971 plaatsvervangend Staatsraadvoorzitter (dat wil zeggen, vicepresident van de DDR). Na het overlijden van Walter Ulbricht in augustus 1973 nam Ebert twee maanden het voorzitterschap waar en was daarmee interim-staatshoofd.
Ebert werd onderscheiden met de Vaderlandse Orde van Verdienste, de Karl Marx-orde en de Grote Ster voor Volkerenvriendschap. Hij overleed in 1979 op 85-jarige leeftijd te Oost-Berlijn.
Johannes Dieckmann · Wilhelm Pieck · Walter Ulbricht · Friedrich Ebert jr. · Willi Stoph · Erich Honecker · Egon Krenz · Manfred Gerlach · Sabine Bergmann-Pohl
- Bibliothèque nationale de France: cb120628142 (data)
- Gemeinsame Normdatei: 118687573
- International Standard Name Identifier: 0000 0000 8376 9771
- Library of Congress Control Number: n87879813
- Nationale Bibliotheek van Tsjechië: jx20080403006
- Nationale Bibliotheek van Israël: 987007359614905171
- Nationale Bibliotheek van Polen: a0000001232074
- SNAC: w6n040hz
- Système universitaire de documentation: 028885201
- Virtual International Authority File: 42632097
- WorldCat: E39PBJdM8mVq3qRqtd3Y8VYpT3